# 久邇朝尊
久邇 朝尊（くに あさたか、1959年〈昭和34年〉10月30日 - 、65歳）は、日本の旧皇族   (久邇宮)  の子孫。伊勢神宮大宮司、神宮司庁代表役員、日本会議顧問。今上天皇（徳仁）の再従兄弟にあたる。久邇家第5代。北朝第3代崇光天皇男系20世孫  (伏見宮邦家親王男系5世孫)  。叔祖母（おおおば）は香淳皇后。

## 生涯
1959年（昭和34年）、邦昭王の長男として、東京都に生まれる。1983年（昭和58年）、学習院大学法学部を卒業し、三菱商事株式会社に入社した。2009年（平成21年）、三菱商事ファイナンシャルサービス株式会社アカウンティングセンター長に就任、2015年（平成27年）には同社監査役に就任した。2018年（平成30年）、株式会社メタルワン監査役に就任し、2021年（令和3年）6月まで務めた。2022年（令和4年）7月5日、自身の再従弟にあたる今上天皇の勅裁を得て、小松揮世久後任の神宮大宮司に就任した。同月、日本会議顧問に就任。

## 血縁
- 曾祖父：久邇宮邦彦王（皇族、陸軍大将）
- 曾祖母：邦彦王妃俔子（皇族、薩摩藩主島津忠義8女）
- 曾祖父：伏見宮博恭王（皇族、元帥、軍令部総長）
- 曾祖母：博恭王妃経子（皇族、征夷大将軍徳川慶喜9女）
- 祖父：久邇宮朝融王（皇族、海軍中将）
- 祖母：知子女王（皇族）
- 父：久邇邦昭（旧皇族、伊勢神宮大宮司、神社本庁統理）[1]
- 母：久邇正子 - 弘世現3女[1]
  - 弟：久邇邦晴
  - 妹：久邇晃子
- 妻：久邇良子（東京学芸大学教授） - 山本誠長女[1]

## 系譜
| 朝尊 | 父: 邦昭王（久邇宮） | 祖父: 朝融王（久邇宮） | 曾祖父: 邦彦王（久邇宮） |
| 朝尊 | 父: 邦昭王（久邇宮） | 祖父: 朝融王（久邇宮） | 曾祖母: 島津俔子         |
| 朝尊 | 父: 邦昭王（久邇宮） | 祖母: 知子女王         | 曾祖父: 博恭王（伏見宮） |
| 朝尊 | 父: 邦昭王（久邇宮） | 祖母: 知子女王         | 曾祖母: 徳川経子         |
| 朝尊 | 母: 正子             | 祖父: 弘世現           | 曾祖父: 成瀬隆蔵         |
| 朝尊 | 母: 正子             | 祖父: 弘世現           | 曾祖母: 不詳             |
| 朝尊 | 母: 正子             | 祖母: 弘世芳子         | 曾祖父: 弘世助太郎       |
| 朝尊 | 母: 正子             | 祖母: 弘世芳子         | 曾祖母: 不詳             |

旧皇族、久邇宮家の血を引いており、今上天皇の再従兄に当たるなど、現皇室とも血縁的に極めて近いことから、21世紀以降に表面化した、皇族男子（親王・王）の不足による皇位継承問題や旧皇族の皇籍復帰が議論される中で、その存在が注目を集めている。
人物注釈
1. ↑  旧姓は弘世。
2. ↑  日本生命保険社長。
3. ↑  三井合名会社理事。
4. ↑  日本生命保険社長。